# بلیژنیایا ایگومنکا
بلیژنیایا ایگومنکا (انگلیسی: Blizhnyaya Igumenka) یک شهرک در بخش بلگورودسکی استان بلگورود کشور روسیه است.